# Itzgrund
Itzgrund település Németországban, azon belül Bajorországban. Lakosainak száma 2363 fő (2023. december 31.). Itzgrund Bad Staffelstein és Seßlach községekkel határos.

## Fekvése
Seßlachtól délkeletre fekvő település.

## A település részei
- Gleußen
  - Lohhof
  - Schleifenhan
- Kaltenbrunn
- Herreth
  - Merkendorf
- Lahm
  - Kaltenherber
  - Pülsdorf
- Schottenstein
  - Bodelstadt
  - Schenkenau
- Welsberg
  - Büdenhof
  - Sorghof

## Története
Itzgrund önkormányzata 1978. május 1-jén jött létre az önkormányzati reform keretében, a korábban önálló  Gleußen, Kaltenbrunn (1972 július julius 1-től Herreth, amely 1863-ig "Kleinhereth"), Lahm, Schottenstein és Monguelfo településekből, előtte 1972. június 30-ig a Staffelsteini kerülethez tartozott.

## Galéria

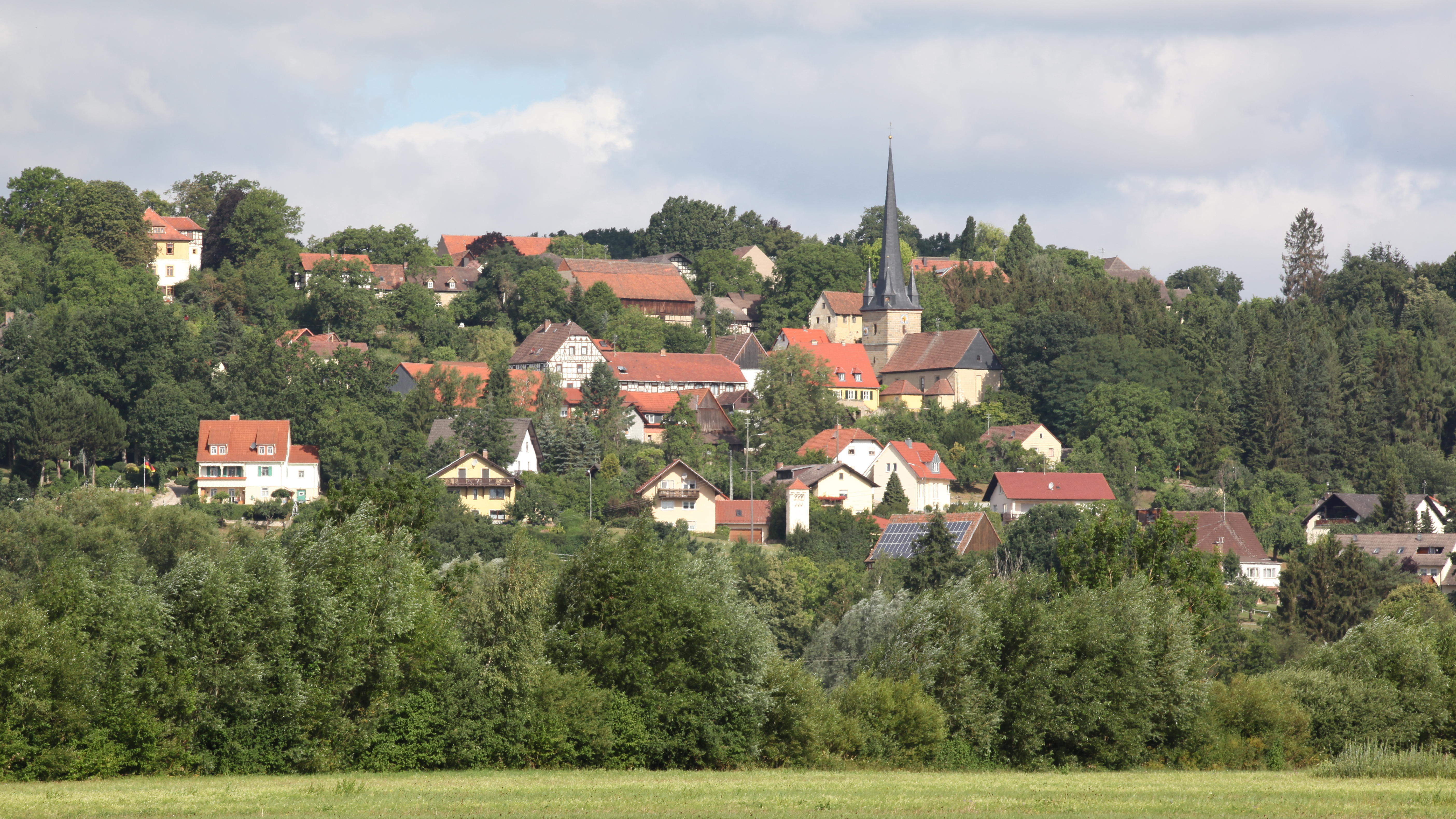
Schottenstein
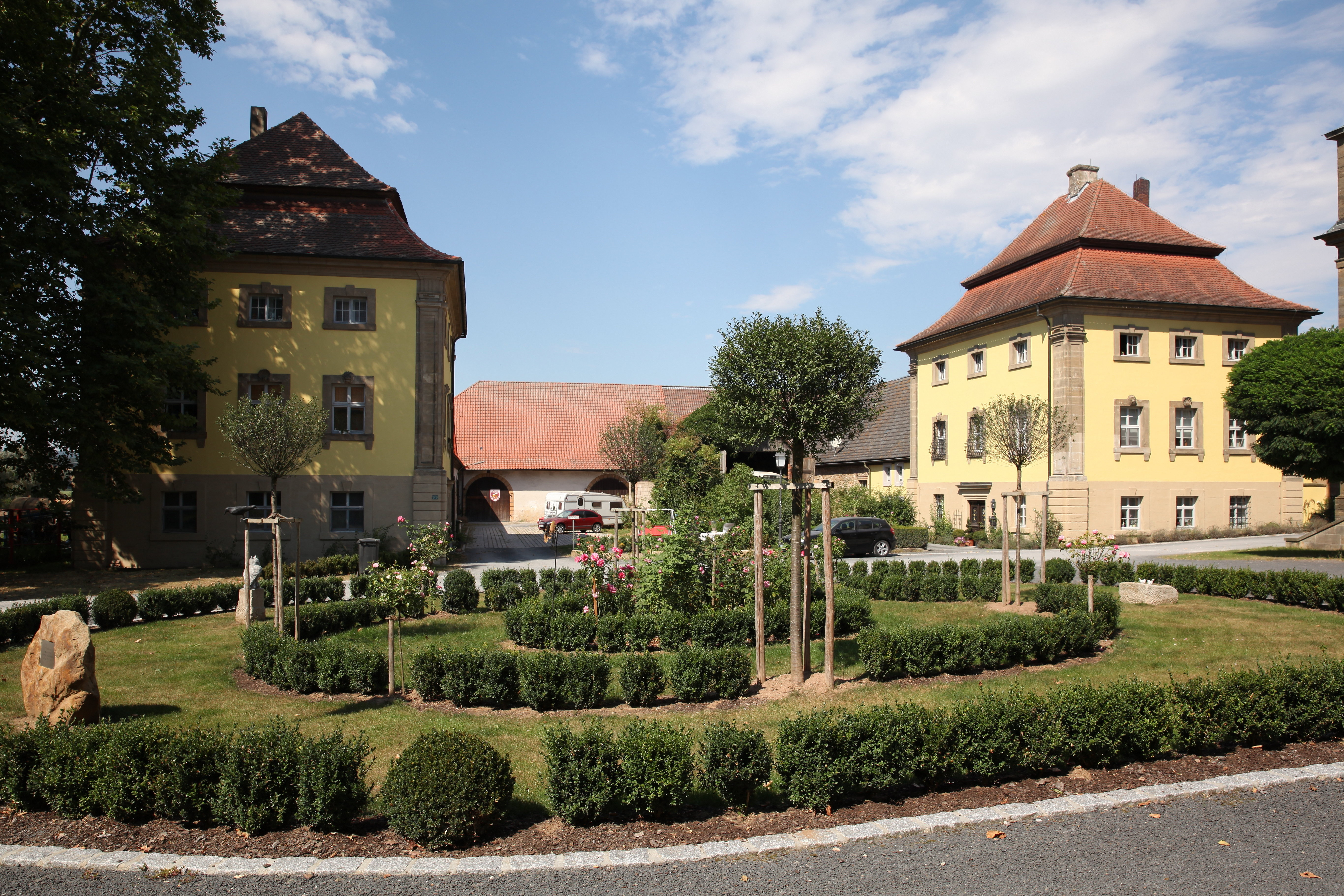
Rentei
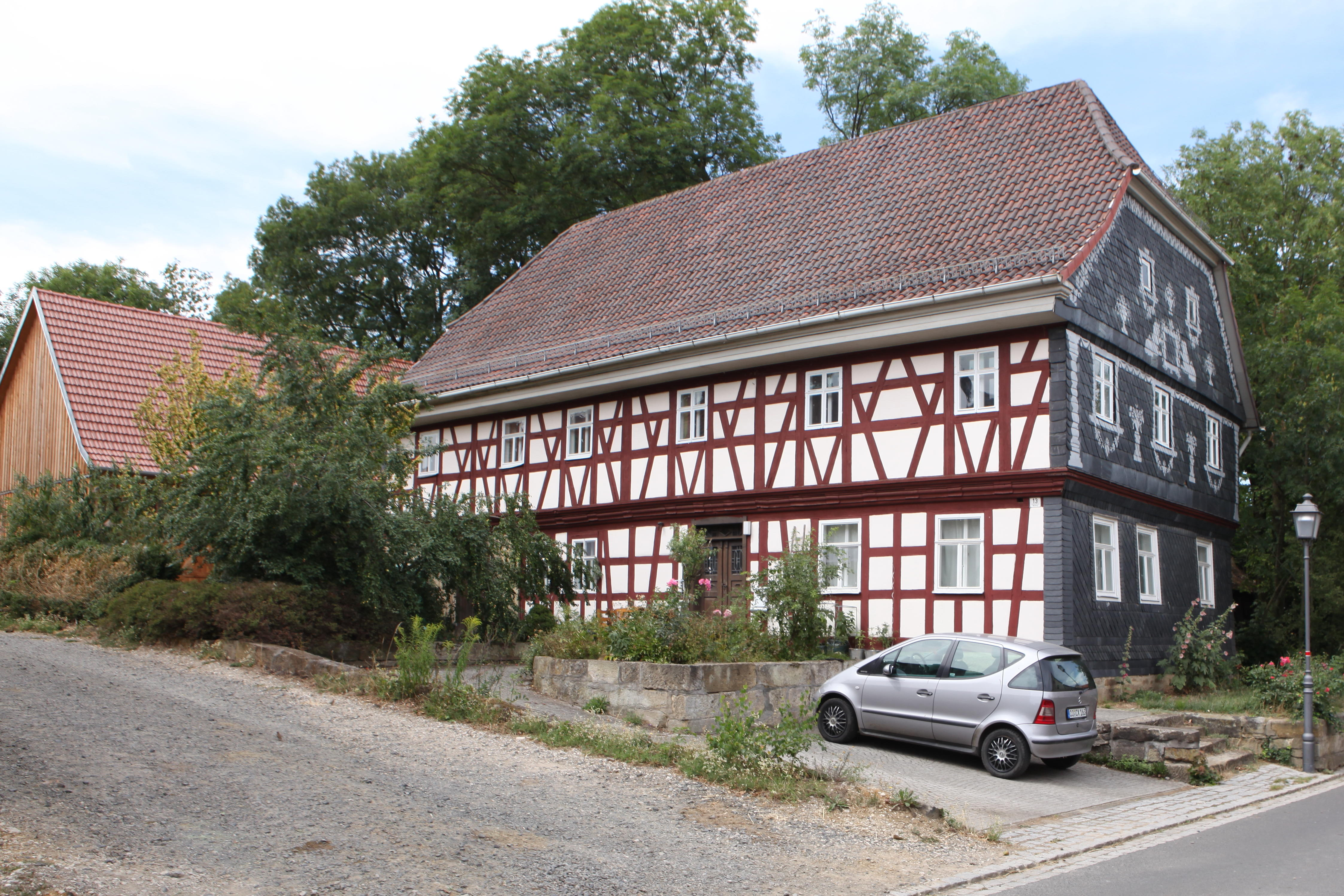
Welsberg
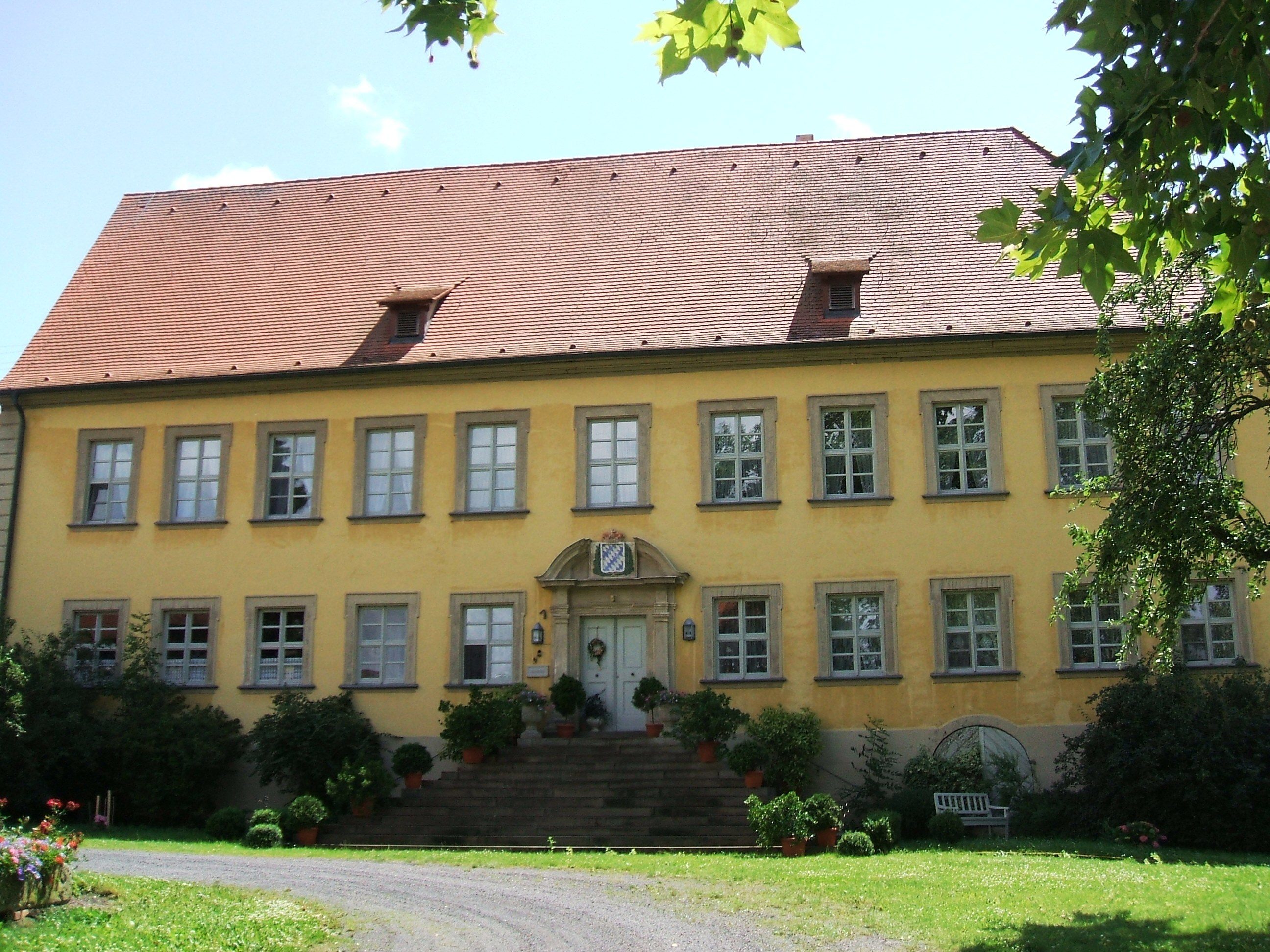
A kastély Lahmban
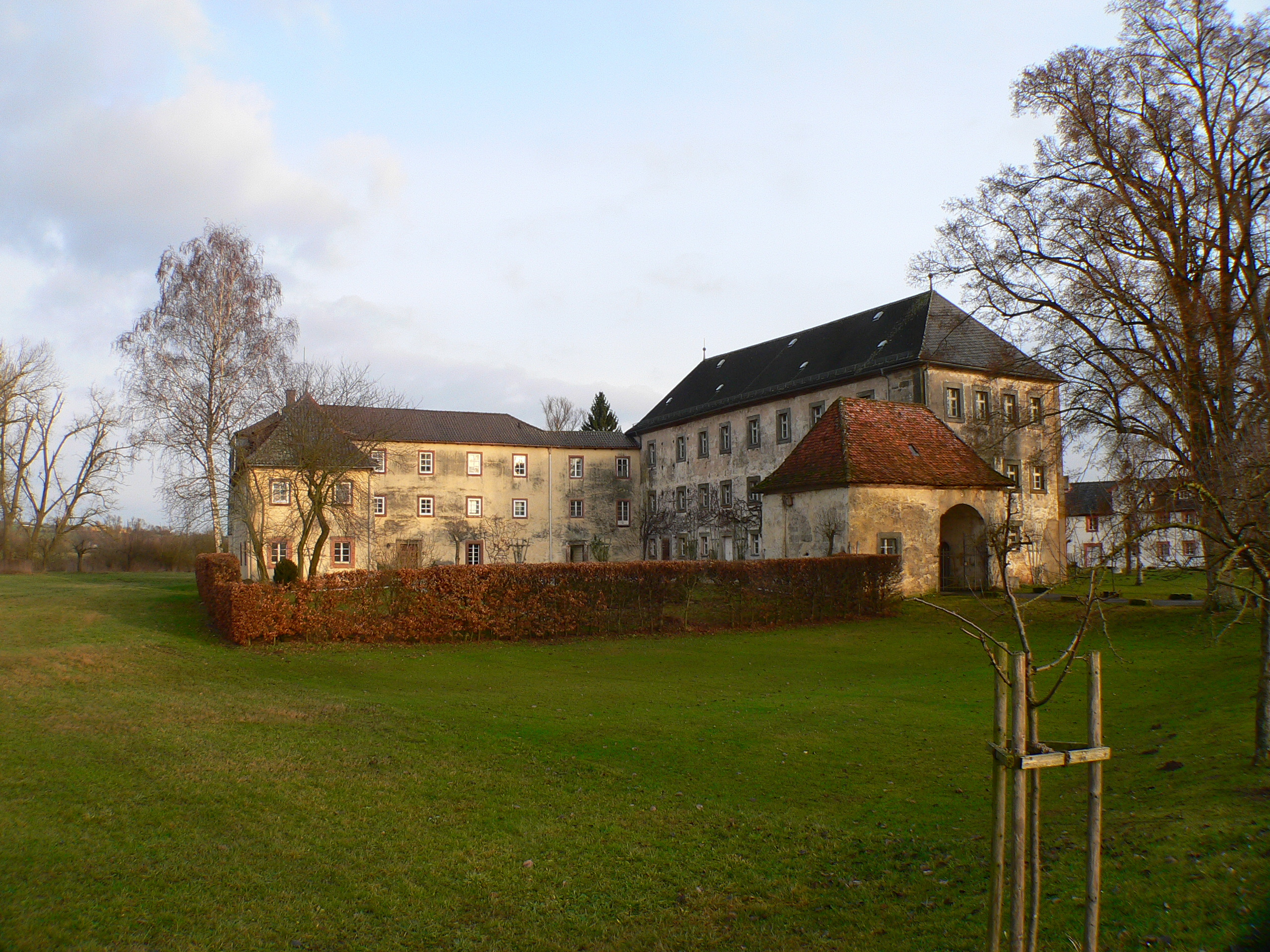
A kastély Schenkenauban
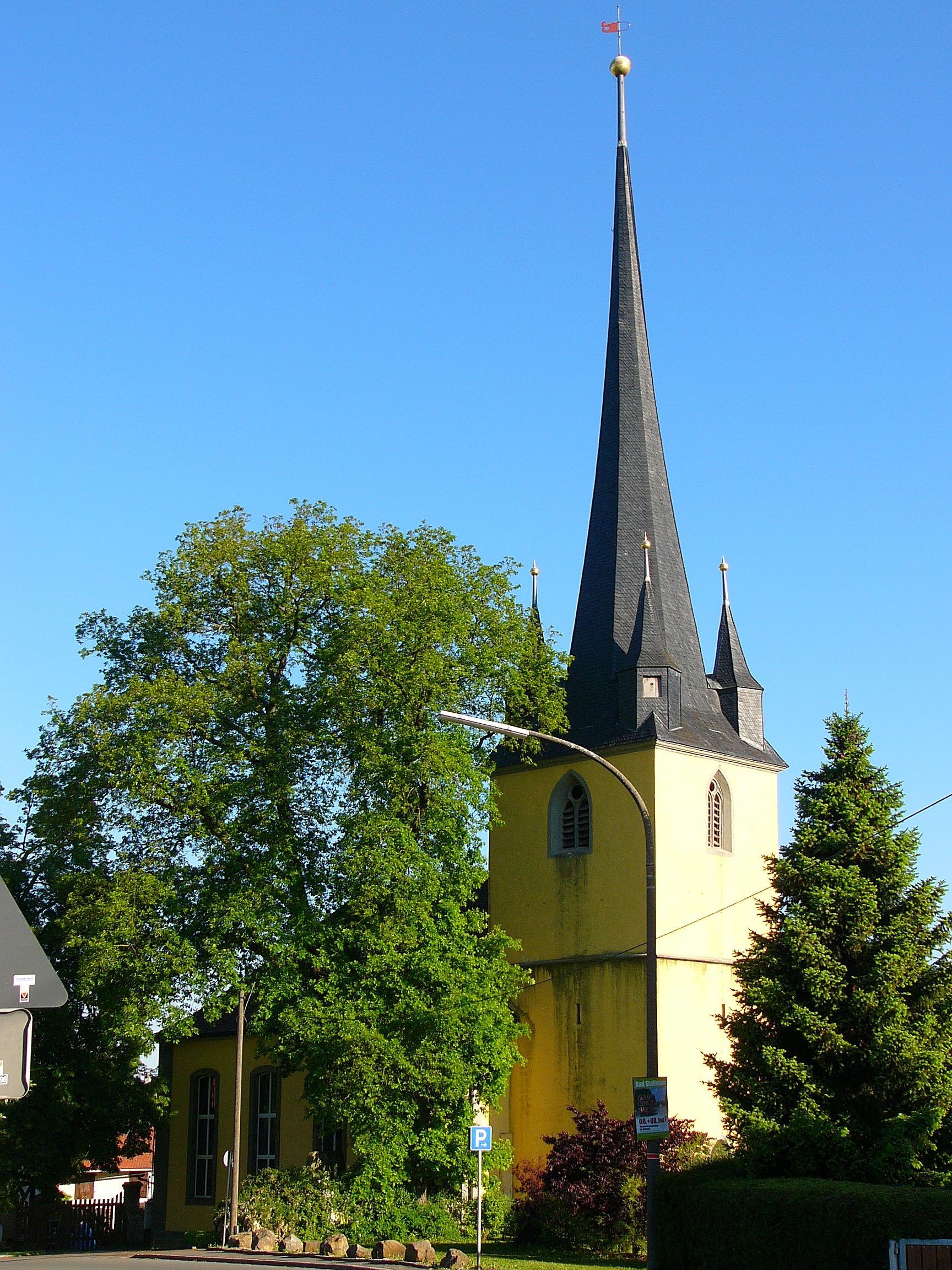
Gleußen
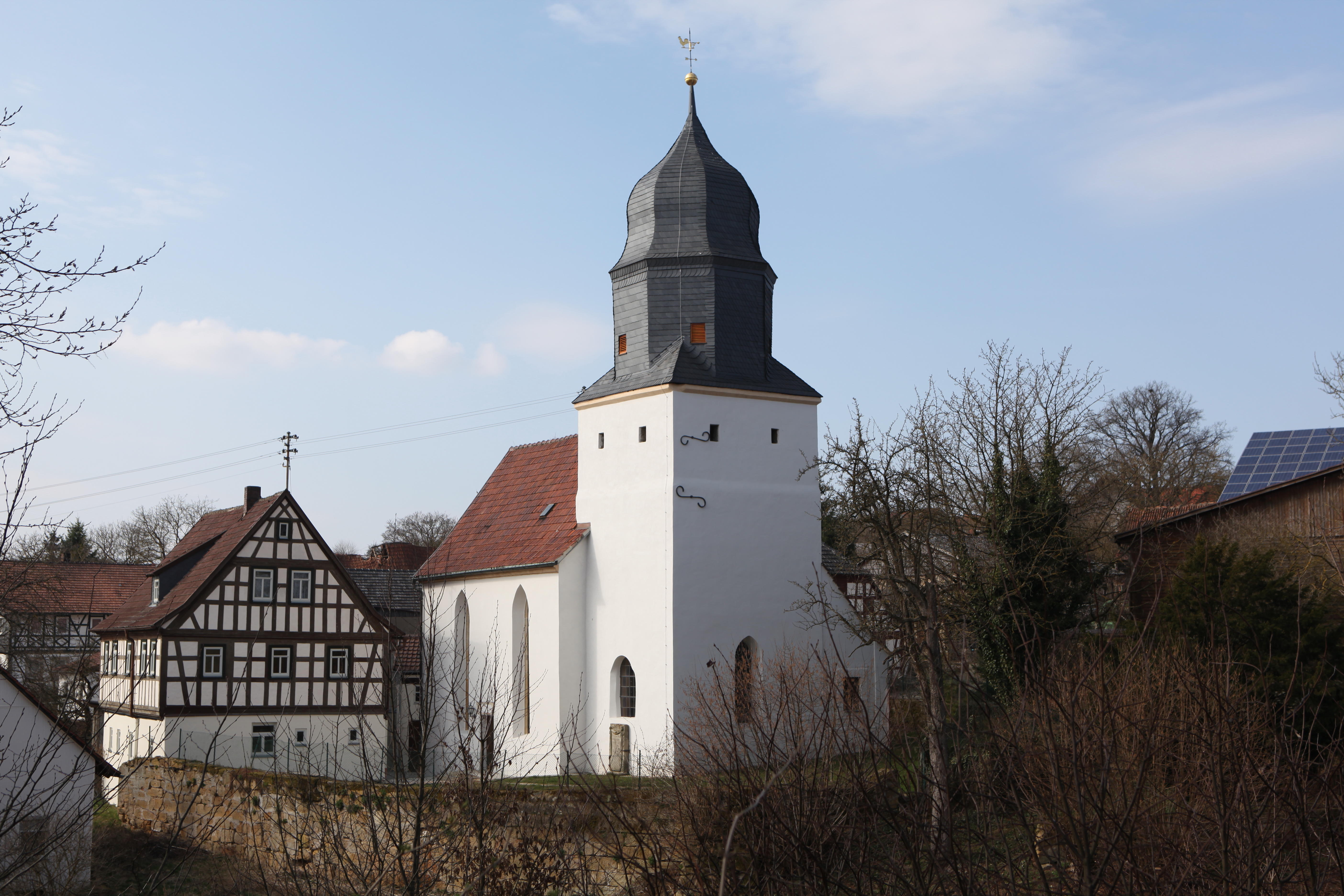
Herreth
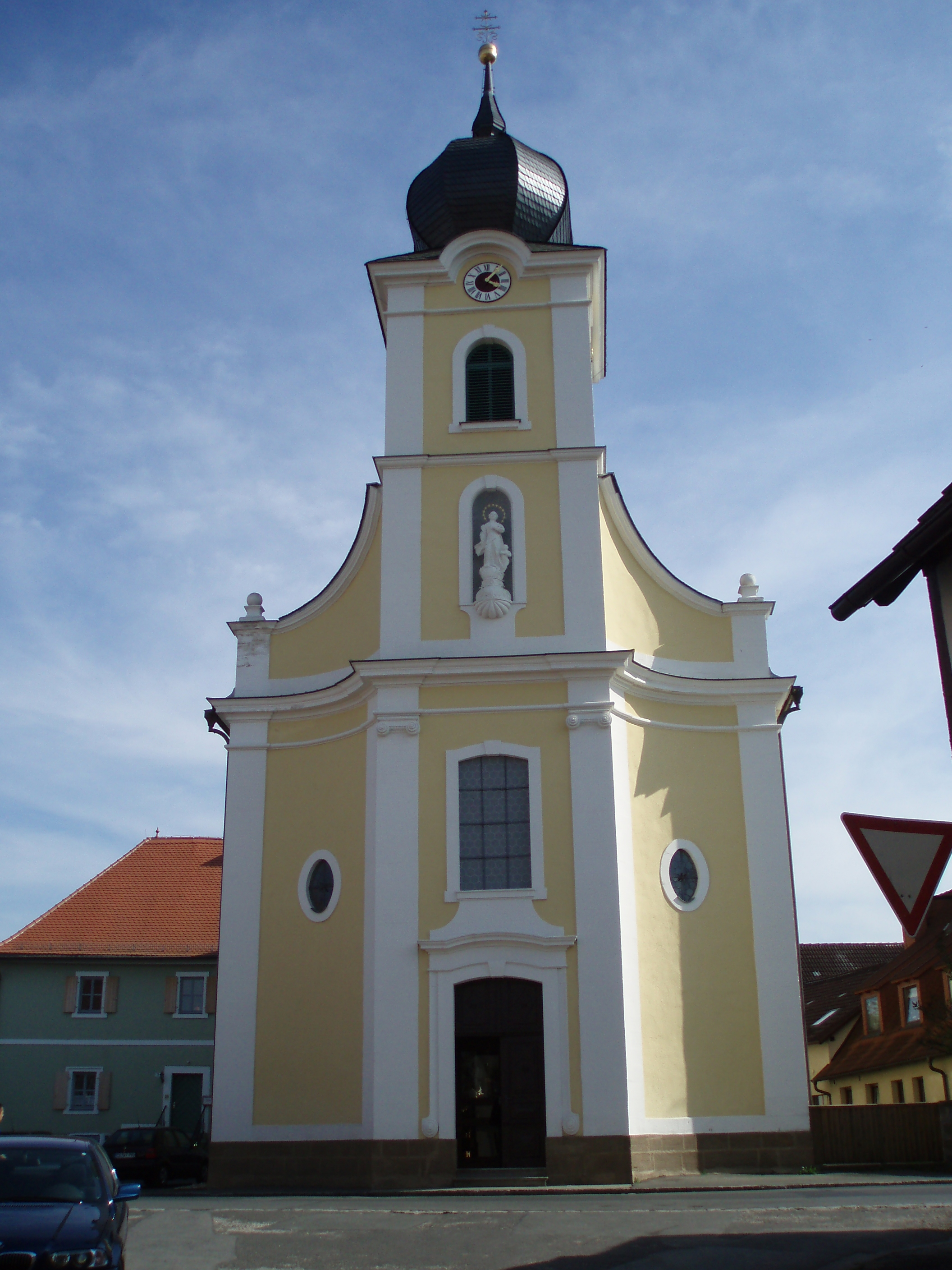
Kaltenbrunn
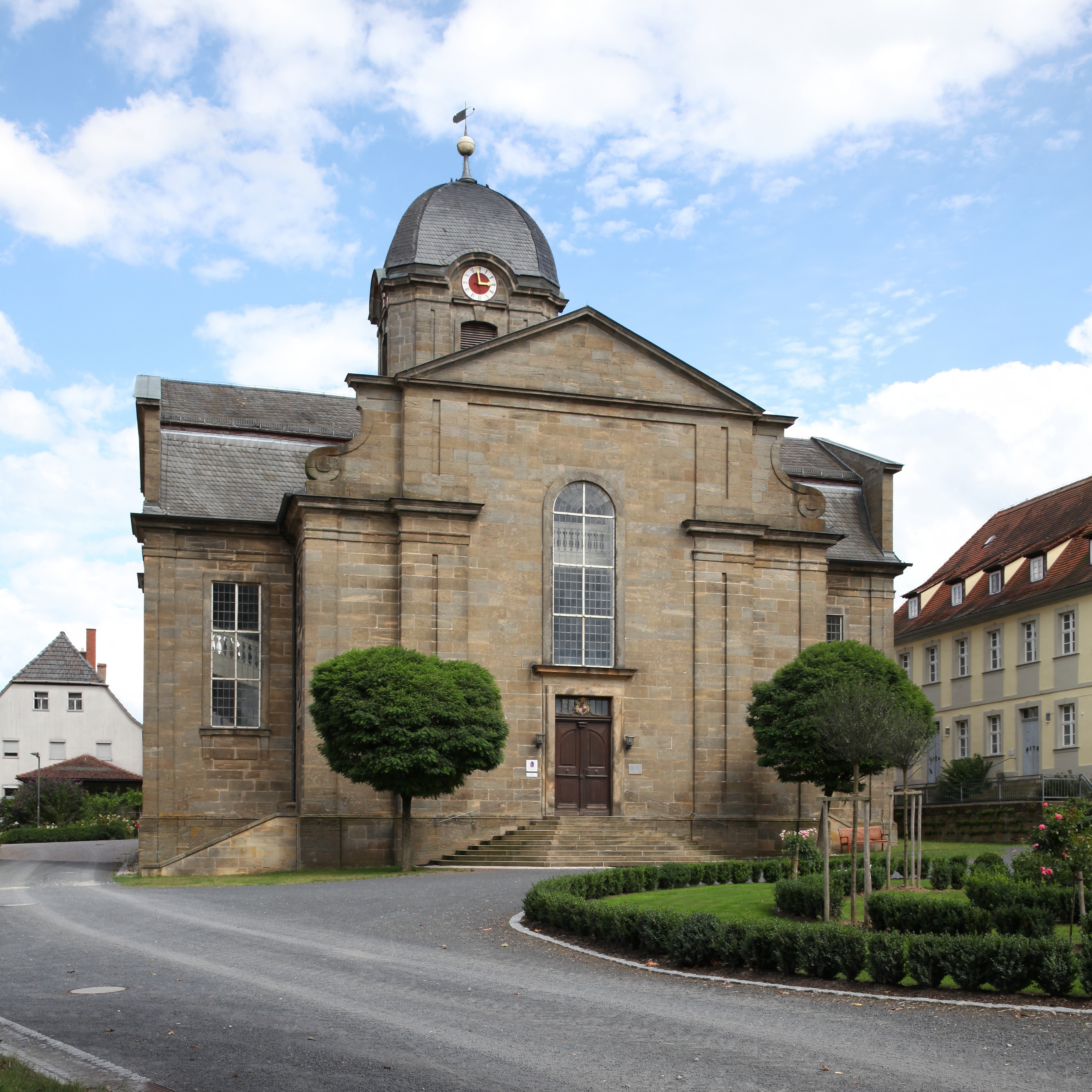
A kastélytemplom Lahmban
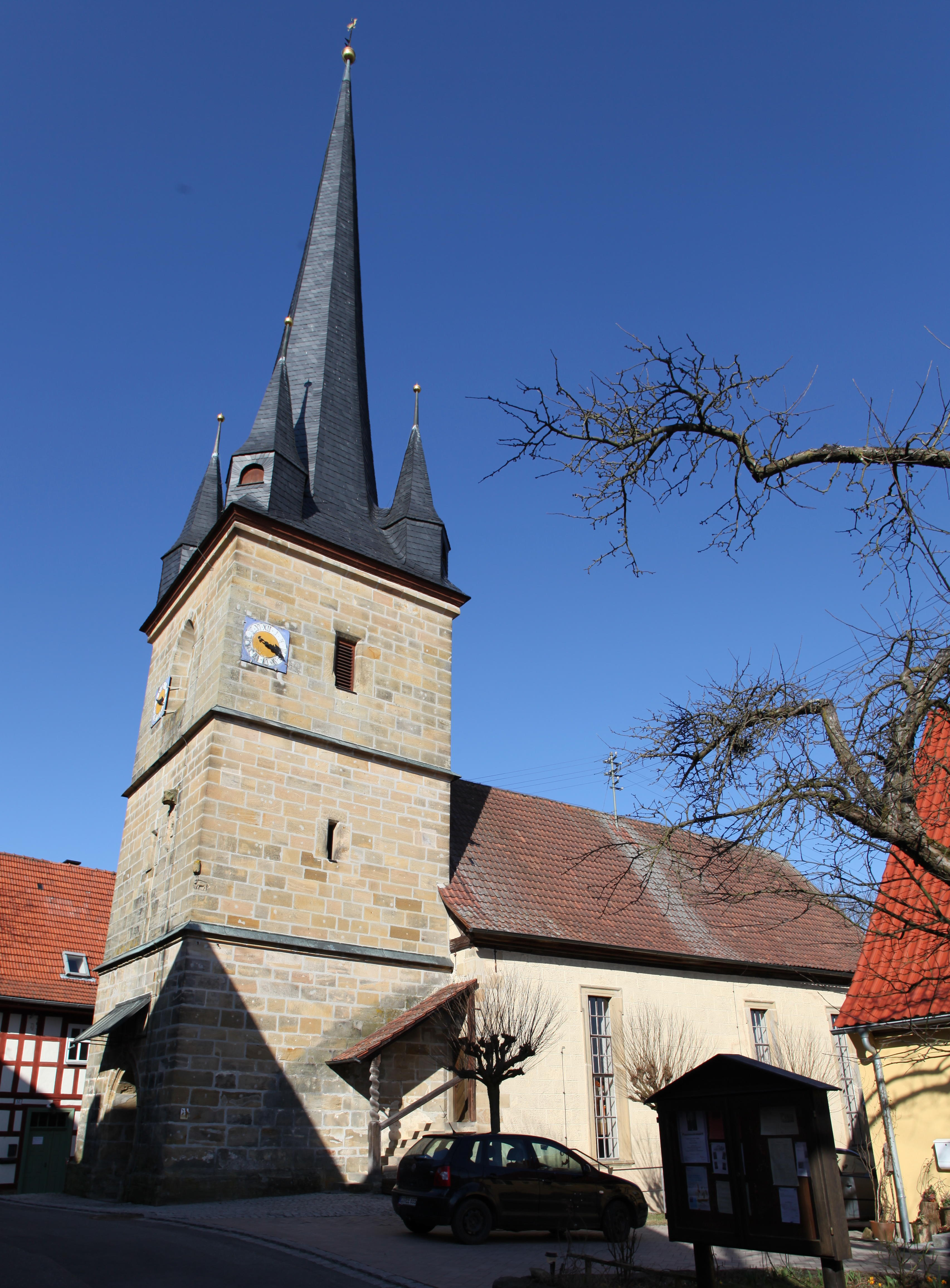
Schottenstein

## Népesség
A település népessége az elmúlt években az alábbi módon változott:
| Lakosok száma | 1866 | 606  | 2327 | 2290 | 2284 | 2286 | 2256 | 2308 | 2372 | 2363 |
|               | 1970 | 1975 | 2011 | 2012 | 2014 | 2015 | 2017 | 2019 | 2022 | 2023 |